# Salanoia durrelli
Salanoia durrelli (Мангуста Дарела) — вид котовидих родини Фаланукові, ендемік острова Мадагаскар, що мешкає в болотистих мілководдях озера Алаотра. Усі відомі науці екземпляри — це три манґусти, причому першу лише сфотографували у 2004-му році, ще двох вдалось упіймати лише через рік. Виділений у новий вид на основі морфологічних спостережень і молекулярного аналізу Названа на честь Джеральда Дарелла.

## Опис
Веде земноводний спосіб життя, виловлюючи у воді молюсків, раків, комах, а часом і дрібну рибу. Хутро мангусти Дарела забарвлене в рудий колір, який є дещо блідішим порівняно з близьким видом Salanoia concolor. На голові та потилиці помітні дрібні цятки із пучків світлих шерстин. Кінчик хвоста забарвлений жовтувато-бурий колір. Якщо у Манґусти бурохвостої черевна сторона тіла вкрита буро-коричневою шерстю, то у новоописаної мангусти Дарела — рудою, аналогічно і середина вушної раковини. Загалом, її хутро є довшим та м'якшим. Довжина тіла манґусти Дарела не перевищує 30-33 см. .